# Єфремов Іван Єфремович
Іван Єфремов (рос. Иван Ефремович Ефремов; 1774 — 4 жовтня 1843) — військовий діяч Російської імперії, учасник війн з Францією та Османською імперією, учасник придушення повстання декабристів, генерал-лейтенант.

## Життєпис
Походивз родиних бідних донських козаків. Народився 1774 року на хуторі Огібний Гугнінської станиці Області Війська Донського. В дитинстві втратив батьків. Замолоду вирізнявся надзвичайною силою. Наймитував, згодом отримав дозвіл пасти худобу мешканців станиці. Йому прихисток дав заможний козак Полубєдов. Невдовзі Єфремов навчився основам військової справи, писати та читати. За цим Полубєдов надав Іванові коня, спорядження та 40 алтин, відправивши наприкінці 1791 року до Лейбпридворної козацької команди замість свого сина. Почав єфремов службу 1 січня 1792 року. При формуванні Гатчинських військ 1793 року відправлено до козацького ескадрону в їх складі як здібний вояк. 1796 року в званні вахмістра переведено до Лейбгусарського козацького полку. 1798 року отримав чин корнета.
1805 року в чині штабс-ротмістра брав участь у битві під Аустерліцем, а в 1807 — бився під Гуттштадтом, Клейнфельдом, Вольфсдорфом і Фрідландом. За подвиги цієї війни він був нагороджений орденом Св. Володимира 4-го ступеня з бантом.
У 1810 році в званні полковника очолив лейбгвардії ескадрон. Відзначився у битвах війни з Францією 1812 року — при Троки, біля Вільни, у Будилівської переправи на Двіні, під Вітебськом, біля Смоленська, на Бородінському полі. За участьв останній битві отримав орден Св. Анни 2-го ступеню з діамантовими відзнаками. У вересні в командування його було надано 4 козацькі полки, бився при селі Жиліно, на Каширській дорозі, при Старикові, при селі Вишнякове, у Боровського перевезення, біля Вязьми, села Біломорського, Дорогобужа. За цим опинився під командуванням генерал-ад'ютанта Олександра Чернишова. За участь в наступних боях отримав орден Св. Георгія 4-го ступенб та золоту шаблю з написом «За хоробрість».
1813 року звитяжив у битві під Лейпцигом, за що отримав орден Св. Георгія 3-го ступеню. 1814 року в битві біля Шер-Гампенуазе отримав поранення у голову. 1815 року був призначений командиром лейб-гвардії Козачого полку. 1816 року стає генерал-майором та командиром 1-го лейб-ескадрону, а також отримав у спадкове володіння 3 тис. десятин землі. 1817 року йому надано дворянство.
1824 року призначено кмоандиром 5-го резервного кавалерійського корпусу. 1825 року за тривалу службу отримав орден Св. Анни 1-го ступеню, а невдовзі премію в 6 тис. рублів. Того ж року під час повстання декабристів очолював ескадрони Козацького лейб-гвардії полку, з яким взяв під охорону Зимовий палац. Також Єфремов брав участь у придушенні повстання. За це отримав Найвищу милість.
1826 року під час коронації імператора Миколи I отримав орден Св. Володимира 2-го ступеню, золоту коронаційну медаль та 3 тис. рублів. 1827 року Єфремов очолив Козацький лейб-гвардії полк. 1828 року брав участь у війні з Османською імперією. За хоробрість нагороджений золотою шаблею з діамантами. 25 червня 1829 року стає генерал-лейтенантом і звільнений на Дон в безстрокову відпустку.
До 1833 року вважався командиром полку. після цього звільнився за хворобами. Помер 4 жовтня 1843 року. 1912 року на його честь станицю Гугніську було перейменовано на Генерал-Єфремовську.